# Nesso (Itália)
Nesso é uma comuna italiana da região da Lombardia, província de Como, com cerca de 1.300 habitantes. Estende-se por uma área de 15 km², tendo uma densidade populacional de 87 hab/km². Faz fronteira com Argegno, Brienno, Caglio, Faggeto Lario, Laglio, Lezzeno, Pognana Lario, Sormano, Veleso, Zelbio.

## Demografia
| Variação demográfica do município entre 1861 e 2011                               |
|                                                                                   |
| Fonte: Istituto Nazionale di Statistica (ISTAT) - Elaboração gráfica da Wikipedia |